# Manakin à tête d'or
Ceratopipra erythrocephala
Espèce
Statut de conservation UICN

 LC  : Préoccupation mineure
Synonymes
- Pipra erythrocephala Linnaeus, 1758
- Dixiphia erythrocephala (Linnaeus, 1758)

Le Manakin à tête d'or (Ceratopipra erythrocephala) est une espèce de passereaux de la famille des pipridés.

## Description
Le Manakin à tête d'or mesure environ 8 à 9 cm et pèse 12 à 14 grammes. C'est un oiseau compact aux couleurs vives. Le mâle adulte à le corps noir avec juste les cuisses rouges et blanches. La tête est jaune, le front, la calotte, les joues et le haut de la nuque sont orangés. Le jaune de la tête est légèrement bordé de rouge est très difficile à voir. Le bec est droit et jaunâtre. Les yeux sont blancs, les pattes et les doigts sont brun rosâtre.
La femelle à le plumage vert-olive ce qui la différencie du mâle. Ainsi que les parties inférieures qui sont plus claires, surtout l'abdomen qui est teinté de jaune. Ses yeux sont plus gris que blanc.
Le petit est semblable à la femelle avec les yeux gris également.

## Chant
Pendant les parades, cet oiseau est très bruyant. Il émet des gazouillis nets et des trilles. On peut aussi entendre des "kew" accélérés et finissant par un bourdonnement sec. Le mâle émet un "pu" clair. Quand il est très excité il lance un trille finissant sur des notes sèches « pu-prrrrrr-pt » ou « pir-pir-prrrrrrrr-pt-pt ». Il émet aussi des « zit-zit » brefs.

## Alimentation
Il se nourrit principalement de petits fruits arrachés en vol. Il mange aussi en vol des insectes et des araignées.

aire de répartition

## Distribution et habitat
On le trouve depuis le Panama, la Colombie, Trinidad, le plateau des Guyanes, l'Équateur, le Venezuela, le Brésil et au Nord du Pérou. Il vit dans les forêts humides surtout dans les forêts secondaires ouvertes. On peut le voir jusqu'à 1 100 mètres d’altitude et même jusqu'à 2 000 mètres.

## Sous-espèces
Selon la classification de référence du Congrès ornithologique international (version 7.3, 2017) et Alan P. Peterson, deux sous-espèces sont distinguées :
- Ceratopipra erythrocephala erythrocephala (Linnaeus, 1758) ;
- Ceratopipra erythrocephala berlepschi (Ridgway, 1906).

Précédemment, la sous-espèce Ceratopipra erythrocephala flammiceps (Todd, 1919) était également reconnue.